# دوبرووو
دوبرووو (به لهستانی:  Dobrowo) یک منطقهٔ مسکونی در لهستان است که در گمینا تخووو واقع شده‌است. دوبرووو ۷۷۰ نفر جمعیت دارد.